# Òscar Cadiach i Puig
Òscar Cadiach i Puig   (Barcelona, 22 d'octubre de 1952) és un alpinista català. El 28 d'agost de 1985 fou, juntament amb Antoni Sors i Carles Vallès, el primer alpinista català en assolir el cim de l'Everest. Ha estat també el primer alpinista català en coronar els catorze vuit mils sense servir-se d'oxigen suplementari: Everest (2 vegades), Lhotse, Makalu, Cho Oyu (2 vegades), Nanga Parbat, Gasherbrum II, Shishapangma, Manaslu, Annapurna, Dhaulagiri, Makalu, K2, Gasherbrum I i Broad Peak.
El 1984, junt amb Jordi Magrinyà assolí, el seu primer vuit mil, el Nānga Parbat (8.125 m). L'any següent formà part amb Antoni Sors i Carles Vallès, de la primera cordada catalana que assolí l'Everest (8.848 m), cim que coronà de nou el 1993 pel vessant nepalès. Al principis de la dècada de 1990 inicià l'exploració del vessant xinès del Karakoram, pujant el Broad Peak pel vessant nord l'any 1990 en solitari i obrint la ruta Fem Tarragona al Broad Peak central el 1992, totes dues sense fer cim. El 1996 obrí amb l'alpinista austríac Sebastian Ruckesteiner la via Free Tibet al Cho Oyu.
Ha participat en nombroses expedicions a diferents continents: A l'Àfrica, a Kenya el 1974, i l'Ahaggar d'Algèria els anys 1979 i 1980; a Amèrica del Sud, als Andes el 1978 i la Patagònia en 1986; i a l'Àsia, al Karakoram en 1981, 1988 i 1994, i a l'Himàlaia en 1982, 1987, 1989 i 1993. A més, com a guia d'alta muntanya, ha dirigit grups d'alpinistes a l'Aconcagua en 1989, al Kilimanjaro en 1995 i a cims de l'Himàlaia en 1997 i 1998, i al Karakoram en 1999. És el primer occidental en pujar a l'Everest sense oxigen i pel vessant nord. A part d'alpinista, també és fotògraf i càmera d'alçada. Ha realitzat diverses pel·lícules de les seves expedicions i ha guanyat premis arreu del món, i l'any 2000 va participar en una expedició com a protagonista d'un documental sobre l'ascensió de George Mallory i Andrew Irvine del 1924 a l'Everest per al programa de Televisió Espanyola Al filo de lo imposible.

## Vuit mils coronats
- Nanga Parbat - 7 d'agost de 1984
- Everest - 28 d'agost de 1985 i 17 de maig de 1993
- Shisha Pangma - 4 d'octubre de 1993
- Cho Oyu - 28 de setembre de 1996 i 4 de maig de 1997
- Makalu - 19 de maig de 1998
- Gasherbrum II - 7 de juliol de 1999
- Lhotse - 23 de maig de 2001
- Manaslu - 4 d'octubre de 2011
- Annapurna - 6 de maig de 2011
- Dhaulagiri - 25 de maig de 2011
- K2 - 31 de juliol de 2015
- Kangchenjunga - 20 de maig de 2013
- Gasherbrum I - 29 de juliol de 2013
- Broad Peak - 27 de juliol de 2017[10]

Cadiach havia intentat coronar l'últim vuit mil dels catorze que hi ha a la Terra, el Broad Peak, en diverses ocasions, sense èxit. El juliol de 2014 es veié obligat a girar cua quan estava a uns vint metres del cim, i l'any següent tampoc no li fou possible coronar-lo, en tant que les males condicions de la neu a cotes altes i un canvi de temps desaconsellaven continuar amb l'atac al cim. L'any 2016 va fer tres atacs al cim, havent d'abandonar en totes tres ocasions pel mal temps i les males condicions de la neu a cotes altes. Finalment el 27 de juliol de 2017 es va convertir en el primer català en coronar els catorze 8.000 del planeta sense emprar oxigen artificial en arribar al cim del Broad Peak.